# 湖阿尔弗雷德 (佛罗里达州)
湖阿尔弗雷德（英語：Lake Alfred），是美国佛罗里达州波爾克縣下属的一座城市。建立于1918年。面积约为22.2平方公里（约合8.6平方英里）。根据2010年美国人口普查，该市有人口5,015人。论人口在本州排行第214。